# پارک ملی ارچیفس د کزومل

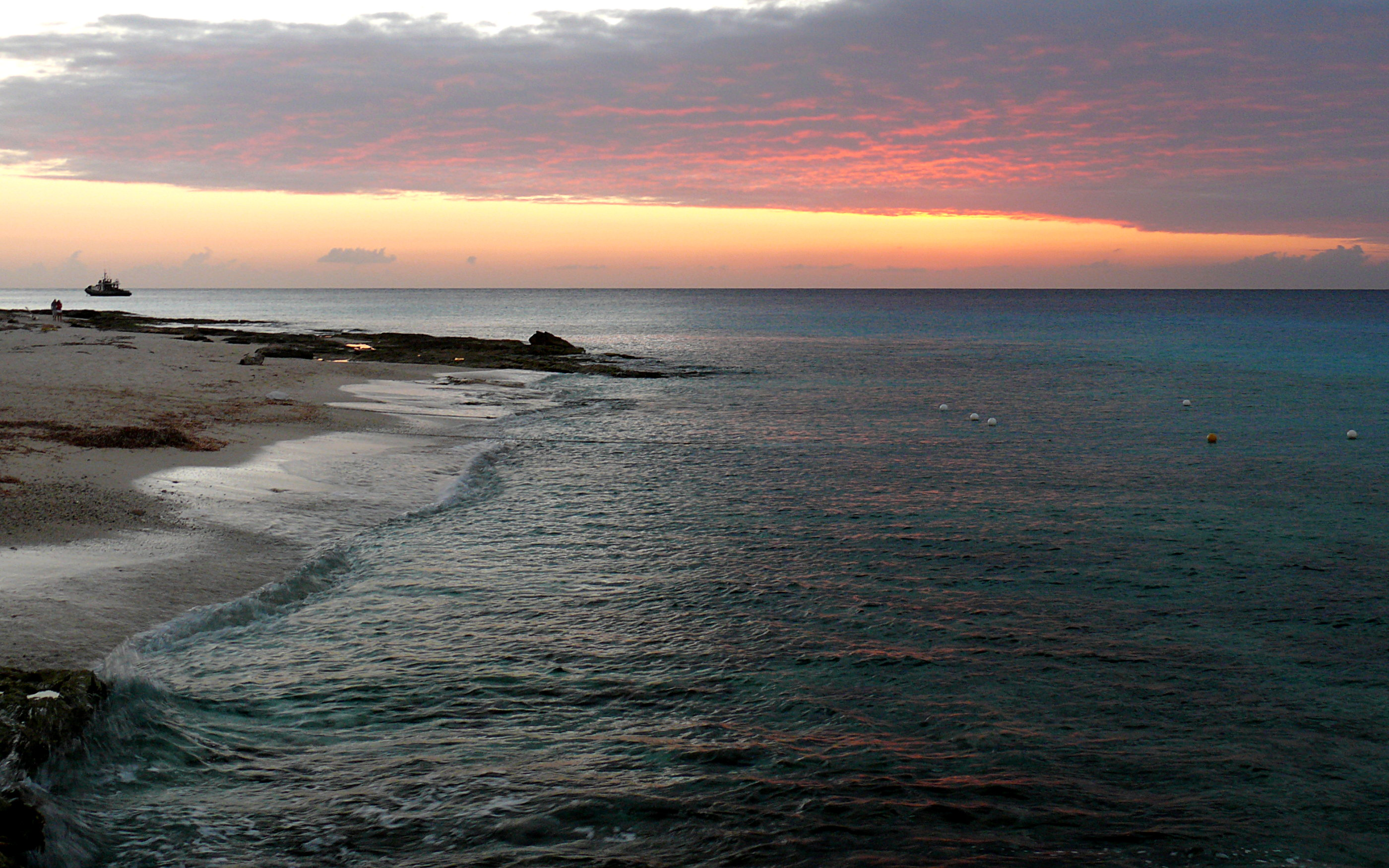
محل تلاقی دریا و پارک ملی ارچیفس د کزومل

پارک ملی ارچیفس د کزومل (به اسپانیایی: Parque nacional Arrecifes de Cozumel) یک منطقهٔ مسکونی در مکزیک است که در کینتانا رو واقع شده‌است.